# Week-end chez Bernie 2
Série
Week-end chez Bernie
(1989)
Pour plus de détails, voir Fiche technique et Distribution.
Week-end chez Bernie 2 (Weekend at Bernie's II) est un film américain, sorti en 1993. Il s'agit de la suite de Week-end chez Bernie.

## Fiche technique
- Titre : Week-end chez Bernie 2
- Titre original : Weekend at Bernie's II
- Réalisation : Robert Klane
- Scénario : Robert Klane
- Musique : Péter Wolf
- Photographie : Edward Morey III
- Montage : Peck Prior
- Production : Victor Drai & Joseph Perez
- Sociétés de production : Artimm, D&A Partnership, TriStar Pictures & Victor Drai Productions
- Société de distribution : TriStar Pictures
- Pays :  États-Unis
- Langue : Anglais
- Format : Couleur - Dolby - 35 mm - 1.85:1
- Genre : Comédie et fantastique
- Durée : 97 minutes
- Date de sortie : 9 juillet 1993

## Distribution
- Andrew McCarthy (VF : Luq Hamet ; VQ : Gilbert Lachance) : Larry Wilson
- Jonathan Silverman (VQ : Alain Zouvi) : Richard Parker
- Terry Kiser : Bernie Lomax
- Troy Byer (VQ : Élise Bertrand) : Claudia
- Barry Bostwick (VQ : René Gagnon) : Arthur Hummel
- Tom Wright : Charles
- Steve James : Henry
- Novella Nelson : La Mobu
- Phil Coccioletti : L'homme du cartel n°1
- Gary Dourdan : L'homme du cartel n°2
- James Lally : L'employé de la morgue
- Michael Rogers : Le policier de l'île
- Stack Pierce : Le père de Claudia
- Jennie Moreau : Brenda
- Peewee Piemonte (VQ : Marc Bellier) : Arnold

## Anecdotes
- Tournage à l’Hôtel Margaritaville Vacation Club - St. Thomas
- Il s'agit du dernier rôle de Steve James. L'acteur décédera d'un cancer du pancréas quelques mois après la sortie du film.
- Premier rôle au cinéma pour Gary Dourdan.